# Gibson ES-150
La Gibson ES-150 est une guitare électrique conçue par la firme Gibson. Gibson introduit la ES-150 dans son catalogue en 1936 : ES pour Electric Spanish et 150 parce que vendue à cette époque 150$ avec un amplificateur. Elle est réalisée à partir d'un modèle économique de guitare acoustique de jazz existant, la L-50. Elle fut la toute première guitare électrique commercialisée par Gibson.
La ES-150 à ses débuts ne fit pas immédiatement l'unanimité parmi les guitaristes. Souvent cantonnés dans les orchestres à un rôle rythmique, ils voyaient là un instrument dont le jeu devait être différent. C'est sans nul doute le jeune guitariste Charlie Christian dont le nom restera associé à cette guitare, qui par son style de jeu nouveau et son intégration dans l'orchestre de Benny Goodman, en fit la meilleure promotion.

## Construction
La ES-150 est essentiellement une guitare acoustique « électrifiée », c'est-à-dire une guitare construite comme les guitares traditionnelles de la Marque, à laquelle est ajouté un micro magnétique.
À sa sortie, la caisse est constituée d'une table galbée (archtop), sculptée dans une pièce d'épicéa massif refendue et assemblée par le milieu et percée de deux ouïes étroites en forme de « f » comme celles d'un violon. Le fond presque plat et les éclisses sont réalisés en érable. Mais l'originalité principale du modèle est la forme "en X" du barrage qui soutient la table, alors que la L-50 possède un barrage "en H", comme la plupart des autres guitares "archtop" Gibson.  
Le manche collé à la caisse est en acajou d'une seule pièce. Sa section est en forme de « V », ce qui était assez courant à cette période. Il est pourvu d'un système intégré, le truss rod servant à régler sa courbure. l'accès au truss rod se trouve sous une petite plaque (cache truss rod) vissée sur la tête du manche. La touche en palissandre est munie de repères incrustés en nacre, de simples points ronds (dot). La jonction du manche et de la caisse est faite au niveau de la 14e case. La touche est collée sur la table, ce qui augmente la rigidité de l'ensemble.
Le chevalet de type flottant, maintenu par la simple pression des cordes, est en palissandre. Il est constitué de deux pièces de bois et il est muni d'un dispositif à molettes permettant de régler la hauteur (action) des cordes sur le manche. Le cordier métallique de type trapèze est fixé sur l'éclisse à la base de la guitare. La ES-150 est munie d'une plaque de protection, le pickguard, de grande taille comme cela se faisait à l'époque. Cette plaque est maintenue au-dessus de la table par une vis et une petite pièce en forme d'équerre fixée sur le côté de la caisse afin de minimiser le contact avec la table pour ne pas en perturber les vibrations. Les mécaniques sur les premiers modèles ES-150 sont de qualité assez ordinaire.
A sa  création, l'ES-150 est équipée d'un seul micro positionné près du manche et de deux boutons de potentiomètres de réglage, un pour le volume et l'autre pour la tonalité. Le potentiomètre de tonalité étant en fait un filtre laissant passer plus ou moins les aigus. La sortie, une prise Jack, est située à la base du cordier.
Le micro initial de la ES-150, conçu pour Gibson par Walter Fuller était à l'origine destiné à équiper des guitares hawaiiennes (Lap Steel). Ce micro communément appelé « micro à barrette » ou "micro Charlie Christian" est d'une taille assez importante. Il s'agit d'un micro magnétique constitué d'un bobinage autour d'une lame metallique elle même vissée sur deux gros aimants placés parallèlement aux cordes sous la table. Il est fixé par trois grosses vis apparentes, directement sur la table renforcée. Ces vis permettent de régler légèrement la position du micro afin d'en modifier l'effet.

## Histoire
Dans les années 1930, des guitaristes d'orchestre ont souhaité avoir des instruments susceptibles de valoriser leurs qualités d'instrumentiste. Il faut savoir que la guitare à ce moment-là était la plupart du temps utilisée comme instrument rythmique et à côté des cuivres, pianos et percussions on ne l'entendait que très peu voire pas du tout. Certains guitaristes se sont essayés au banjo, beaucoup plus sonore, puis au Lap Steel électrifié qui, parce qu'on l'entendait, devenait de plus en plus populaire. Pour faire face à cet engouement quelques fabricants de guitares ont très vite compris qu'ils se devaient de réagir. C'est ainsi que les premières tentatives de guitares acoustiques électrifiées et amplifiées ont vu le jour. Parmi les précurseurs, on peut citer Rickenbacker et son Electro-Spanish en 1932,  Dobro, National et Gibson et sa ES-150 en 1936.
La ES-150 a été fabriquée jusqu'en 1956, et pendant toute la durée de sa production (de 1937 à 1942, puis de 1946 à 1956) elle a fait l'objet d'un certain nombre de modifications. Les modifications les plus significatives sont :
en 1940l'abandon du micro à barrette remplacé par un micro simple bobinage (single coil) à pôles ajustables fixé près du chevalet, le remplacement du dos plat par un dos galbé en deux parties, le renfort de la table est désormais parallèle au lieu d'être en "X", et la suppression de la bordure de manche.
en 1946le diapason passe de 24¾" à 25½" et la touche comporte 20 cases au lieu de 19, la taille de la caisse est augmentée de 16¼" à 17". La table est désormais en érable laminé, le pickguard retrouve un filet de bordure. Le micro est désormais de type P-90 avec capot plastique, positionné près du manche
en 1950le manche retrouve un filet de bordure et reçoit des inserts trapézoïdaux (de type Les Paul model)
En 1969, Gibson reprend l'appellation ES-150 (avec le suffixe DC), qui désigne alors un modèle proche d'une ES-175 dans sa construction et munie d'un corps de 3" de profondeur, mais qui a la forme à double échancrure de l'ES-335.